# Line for Lyons
Line for Lyons è uno swing composto da Gerry Mulligan e inciso per la prima volta nel 1952 dal Gerry Mulligan Quartet nel jazz club Black Hawk a San Francisco.
Fu pubblicato l'anno successivo nel 78 giri Line for Lyons/Carioca.

## Storia e significato
"Line for Lyons" è un tributo di Gerry Mulligan al disc jockey Jimmy Lyons che era stato anche un co-fondatore del Monterey Jazz Festival.
Questo brano era stato accolto con grande favore dai fans del cool jazz forse a causa del tono colloquiale del tema.
La formazione del Gerry Mulligan Quartet era la seguente:
- Gerry Mulligan (sax baritono)
- Chet Baker (tromba)
- Carson Smith (basso)
- Forrest "Chico" Hamilton (batteria)

## Pubblicazioni
Il brano fu ripubblicato nel 1983 nell'omonimo album dal vivo di Gerry Mulligan e Chet Baker registrato in Svezia.
Nel 1999 è stata proposta una versione nell'album di Enrico Rava e Paolo Fresu intitolato Shades Of Chet con la partecipazione di Enzo Pietropaoli, Stefano Bollani, Roberto Gatto.
Sempre lo stesso anno il chitarrista Jarosław Śmietana nel suo album Extra Cream ne realizzò una versione con Art Farmer alla tromba, Jacek Niedziela al basso e A. Czerwiński alla batteria.
Nel 2007 Fabrizio Bosso nell'album Five Brothers: Remembering Chet & Jeru Chapter 1,  Philology  e Chapter 2 Philology ne realizzò una versione con Gianni Basso.